# Нізе да Сільвейра: Сеньйора образів
«Нізе да Сільвейра: Сеньйора образів» (порт. Nise da Silveira: Senhora das Imagens) — бразильський драматичний фільм, знятий Роберто Берлінером. Світова прем'єра стрічки відбулась 25 жовтня 2015 року в головному конкурсі Токійського міжнародного кінофестивалю, де отримала головну нагороду за найкращий фільм — Ґран-прі «Сакура Токіо». Фільм розповідає про бразильського психіатра Нізе да Сільвейра, яка бореться з електрошоковою терапією і виступає за лікування через образотворче мистецтво.

## У ролях
- Глорія Пірес — Нізе да Сільвейра
- Роберта Родрігес — Івон
- Фабрісіо Болівейра — Фернандо Дініз
- Фернанду Ейраш — Маріо Могальхаеш

## Визнання
| Нагороди та номінації фільму «Нізе да Сільвейра: Сеньйора образів» | Нагороди та номінації фільму «Нізе да Сільвейра: Сеньйора образів» | Нагороди та номінації фільму «Нізе да Сільвейра: Сеньйора образів» | Нагороди та номінації фільму «Нізе да Сільвейра: Сеньйора образів» | Нагороди та номінації фільму «Нізе да Сільвейра: Сеньйора образів» | Нагороди та номінації фільму «Нізе да Сільвейра: Сеньйора образів» |
| Рік                                                                | Кінопремія / Кінофестиваль                                         | Категорія / Нагорода                                               | Номінант                                                           | Результат                                                          |                                                                    |
| ------------------------------------------------------------------ | ------------------------------------------------------------------ | ------------------------------------------------------------------ | ------------------------------------------------------------------ | ------------------------------------------------------------------ | ------------------------------------------------------------------ |
| 2015                                                               | Ріо-де-Жанейрський кінофестиваль                                   | Приз аудиторії                                                     | «Нізе да Сільвейра: Сеньйора образів»                              | Перемога                                                           |                                                                    |
| 2015                                                               | Токійський міжнародний кінофестиваль                               | Гран-прі «Сакура Токіо» за найкращий фільм                         | «Нізе да Сільвейра: Сеньйора образів»                              | Перемога                                                           |                                                                    |
| 2015                                                               | Токійський міжнародний кінофестиваль                               | Найкраща акторка                                                   | Глорія Пірес                                                       | Перемога                                                           |                                                                    |